# عمرام قوره
عمرام قوره (بالعبرية: עמרם קורח; עמראן קירח‏) (27 مايو 1871 - 3 أكتوبر 1952) كان آخر حاخام أكبر في اليمن، تولى هذا المنصب عام 1934، بعد وفاة الحاخام يحيى الأبيض، وهو المنصب الذي شغله لمدة عامين تقريبًا. وهو مؤلف كتاب، سيرة تيمان، الذي نشره ابنه بعد وفاته، وهو كتاب يوثق تاريخ يهود اليمن وثقافتهم لما يزيد قليلاً عن 250 عامًا، من منفى موزع إلى هجرة يهود اليمن إلى إسرائيل في منتصف القرن العشرين.

## سيرة شخصية
ولد عمرام في صنعاء، اليمن، ليحيى بن شلوم قوره. تيتم في سن العاشرة. مع بلوغه سن الرشد، كان نشيطًا في دراسة الطقوس والشريعة اليهودية، الأمر الذي سرعان ما أهله للعمل كسكرتير للمحكمة الحاخامية في بيت دين الحاخام سليمان قارع. كما تم تكليفه بخزينة المجتمع المعروفة باسم حقدش (الأموال التي تم جمعها لفقراء صنعاء)، وشغل منصب رئيس كنيس القيصر في صنعاء. بمرور الوقت، بعد وفاة الحاخام يحيى يتسحاق هاليفي عام 1932، تم تعيينه من قبل المجتمع للخدمة، إلى جانب الحاخام هاييم المشرقي، كمساعد للحاخام يحيى الأبيض، رئيس الأكاديمية ونائب الإمام على سك العملة، الذي خلف الحاخام يحيى يتسحاق في منصب كبير الحاخامات. عندما توفي الحاخام يحيى الأبيض في أواخر عام 1934 وترك مكتب الحاخام الأكبر لليمن شاغرًا، تولى عمرام قوره منصب الحاخام الأكبر. ومع ذلك، بعد عام واحد من الخدمة بهذه الصفة، طلب من الإمام يحيى حميد الدين (1904-1948) إعفاءه من واجباته، بسبب الخلاف المحتدم بين أفراد الجالية اليهودية حول قبول أو رفض كتاب الزوهار الذي منحه الطلب بعد أن خدم المجتمع لمدة عامين. ومع ذلك، وافق قوره على أن يتصرف جزئيًا كمحكم في حل المسائل الزوجية في مجتمعه، وكذلك الاستمرار في العمل كواحد من شحيطه المدينة الطقسية ويتحقق من العيوب في مثل هذه الحيوانات.  كما عمل كحلقة وصل في الأمور المتعلقة بالجالية اليهودية في اليمن والإمام، وفي عام 1946 عمل كوسيط رئيسي بين الوكالة اليهودية، المسؤولة عن الهجرة اليهودية، والجالية اليهودية في اليمن.  شغل هذا المنصب حتى هجرته إلى إسرائيل في عام 1950، عندما أدت عملية أطلقتها الوكالة اليهودية المعروفة باسم عملية بساط الريح إلى جلب الغالبية العظمى من الجالية اليهودية المتبقية في اليمن إلى إسرائيل. وصل قوره وعائلته إلى إسرائيل عشية يوم الغفران، حيث استقر في القدس. هناك، التقى بالعالم الإثنوغرافي والمؤرخ، شلومو دوف جويتين، الذي أجرى معه مقابلات في عدة مناسبات.
في عام 1934، كتب الحاخام قوره خطاب توصية لكتاب، ايمونات هاشم، نُشر كدحض لكتاب الحاخام يحيى قافيه ملحموت هاشيم (حروب الرب).
في السنوات الأخيرة لقوره في القدس، حاول دون جدوى الاستعانة بالحاخامية في تزويد المعلمين الذين سيعلمون أطفال المدارس اليمنيين الحفاظ على نطقهم العبري الفريد في المدارس. 
مثل العديد من المهاجرين الجدد في أواخر الأربعينيات وأوائل الخمسينيات من القرن الماضي، تم إرسال صناديق خشبية من المخطوطات المكتوبة بخط اليد ولفائف التوراة عبر السفن في ميناء عدن إلى مستودع تديره الوكالة اليهودية في يافا. أُبلغ عمرام قوره، فور وصوله إلى البلاد عام 1950، أن شحنة الكتب التي أرسلها إلى البلاد احترقت في حريق هائل.  في وقت لاحق، تم اكتشاف بعض هذه الكتب والتحف الدينية للبيع في متاجر الكتب، وشاهد صاحبها مخطوطة مكتوبة بخط اليد تخص العائلة في المتحف البريطاني في لندن.
شغل أحد أحفاد الحاخام عمرام قوره، الحاخام شلومو قوره، منصب كبير الحاخامات الشرقيين في بني براك، حتى وفاته في عام 2018.

## أعمال
تحفة عمرام قوره هو كتاب سيرة تيمان، وهو كتاب يوثق تاريخ يهود اليمن على مدى 250 عامًا، استند فيه إلى سجلات محكمة صنعاء، وقام بشكل منهجي بتسمية كبار الحاخامات الذين قادوا المجتمع من 1680 إلى 1902.  
تشمل أعماله الأخرى:
- المعوث شير (עלמות שיר)، تعليقا على بعض القصائد 200 الليتورجية ألحان الشعراء يوسف بن إسرائيل وسالم الشبزي، نشرت لأول مرة في حيفتس حاييم، القدس في عام 1966. [9]
- نوح شالوم (נוה שלום)، تعليقا على الكلمات الصعبة الواردة في الترجمات والتعليقات اليهودية-العربية لسعيد الفيومي، والتي تغطي أسفار موسى الخمسة وخمسة مخطوطات وأشعيا وكتاب المزامير وسفر الأمثال ودانيال. [9]

## روابط خارجية
- سيرة تيمان، (محرر. شمعون جرايدي)، الطبعة الأولى، القدس 1954 (بالعبرية)
- فشل العملية: البساط السحري، الجزء الثالث: الكنوز الثقافية التي نُهبت من المهاجرين اليمنيين (بالعبرية)